# Morsoravis sedilis
Morsoravis sedilis — викопний вид птахів нез'ясованого систематичного становища. Дослідники Dyke i Van Tuinen (2004) та Bertelli і ін (2010) вважають, що вид тісно пов'язаний із сивкоподібними (Charadriiformes) та належить до групи Charadriimorphae. З висновками Bertelli і колег не згодний Майр (2011). Філогенетичний аналіз, проведений автором показали тісний взаємозв'язок між М. sedilis, еоценовим видом Pumiliornis tessellatus і олігоценовим Eocuculus cherpinae. Аналіз також показує, що вони є представниками групи Psittacopasserae, є більш тісно пов'язані з горобцеподібними ніж з папугами. Вид описаний по голотипу, що знайдений у відкладеннях формування Фур на острові Морсо в Данії та датується раннім еоценом (54 млн років тому). Скам'янілості складаються з добре збереженого черепа, хребта (у тому числі складний криж або synsacrum), тазу, кісток лівої ноги і частково збереженого правого тибіотарсусу. Голотип зареєстровано під номером MGUH 28930 та зберігається у Музеї природознавства у Копенгагені.